# 線圈

有電流流動的單圈線圈，其磁力線（綠色）通過線圈的中央，其磁場集中在線圈中心處

線圈是指用電導體（例如電線）繞成多圈螺旋形的裝置。電機工程學中有許多領域會用到線圈，會用在电流和磁場有交互作用的應用中，像电动机、发电机、电感元件、電磁鐵、变压器等電子設備，或是磁共振成像機器中用到的偵測線圈。線圈上的電流會產生磁場，若線圈附近有磁場，使線圈中心有隨時間變化的磁場，也會讓線圈上產生電動勢（電壓）。
依照安培环路定律，導體上的電流會產生圓形分佈的磁場。線圈的好處是可以提昇電流所產生的磁場強度。每一圈導體產生的磁場都會通過線圈中心，而且會叠加，因此會產生較大的磁場。線圈的圈數越多，磁場就越強。另外，根據法拉第电磁感应定律，變化的外加磁通會在導體（例如電線）上感應電壓。若將導體配置成線圈，磁力線會多次通過電路，因此感應電壓會增加。
線圈產生磁場的方向可以用右手定則來確認。若右手的四隻手指抓住線圈，而手指是往电流流動的方向，則拇指指向方向即為通過線圈磁場的方向。

在多圈導線形成的線圈裡，各圈導線形成的磁場會在線圈中心疊加，產生較強的磁場。圖中畫出的是通過線圈中心的截面。打叉處是表示其電流進入頁面，打點處是表示其電流從頁面出來

在電機和電子設備中，有許多不同種類的線圈。

## 繞組和抽頭

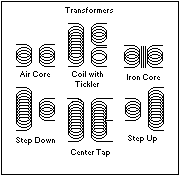
典型的變壓器組態

組成線圈的電線或是導體稱為繞組（winding）。線圈中心的部份稱為磁芯
（core）或磁軸（magnetic axis）。每一圈的導線稱為一匝。繞組會用漆包線製成，各圈導體會互相接觸，其外層需要包覆不導電的絕緣體（如聚合物），以免各圈之間短路。導線的終端會拉出來，接到其他外部電路，除了頭尾兩端外，繞組中也可能有其他部份有端子可以接到外部電路，這稱為抽頭（taps）。若繞組中間處有一個抽頭，則稱為中心抽頭（center-tapped）。
線圈中可能會有多組彼此絕緣的繞組。若在同一個磁軸上有二個或多個繞組，這些繞組稱為電感耦合（inductively coupled）或磁耦合（magnetically coupled）。一個繞組上的時變電流會產生時變磁場，並傳遞到其他的繞組，讓其他繞組產生時變電壓，這就是變壓器。產生磁場的繞組稱為一次繞組（primary winding），其他感應電壓的繞組稱為二次繞組（secondary winding）。

## 磁芯
許多的線圈裡會有磁芯，是為了增加磁場，在線圈中間置入的铁磁性或亞鉄磁性材料。通過線圈的電流會讓磁芯磁化，磁化的磁芯所產生的磁場會和線圈產生的磁場疊加。鐵磁性磁芯可以讓磁場和電感提昇數百到數千倍。鐵氧體磁芯是指由鐵氧體（亚铁磁性陶瓷材料）為材料的磁芯的通稱。鐵氧體磁芯在高頻時的鐵損較低。
- 若線圈的磁芯形成封閉迴路，或是只有很窄的氣隙，這種線圈稱為封閉式磁芯線圈（closed-core coil）。這種磁芯提供了磁力線的封閉路徑，可以讓磁阻減到最小，產生最大的磁場，常用在變壓器中，但會因為導磁材料的特性，而有磁飽和的問題。
  - 環形磁芯線圈也是常見的封閉式磁芯線圈，其磁芯為环形，磁芯截面可能是圓形或是長方形。此外形可以讓漏電感降到最低，其電磁干擾（EMI）影響也最小。
- 若線圈的磁芯是棒狀或是其他非封閉的形狀，稱為開放式磁芯線圈（open-core coil），其磁場和電感都比封閉式磁芯線圈要低，但可以避免材料的磁饱和。

若線圈內沒有磁芯，則稱為空心線圈或air-core coil，這也包括將塑膠或其他沒有磁性的物質放在線圈中央，其導磁效果和線圈內只有空氣是一樣的。

## 線圈
線圈可以以其設計運作的電流頻率來分類，這也會影響線圈選用的磁芯材料：
- 直流線圈或電磁鐵是指其繞組上的主要電流為穩定的直流。
- 聲頻（Audio-frequency，簡稱AF）線圈、電感或是變壓器是指其繞組上的主要電流是交流電，頻率在聲頻範圍（小於20 kHz）。
- 射頻（Radio-frequency，簡稱RF）線圈、電感或是變壓器是指其繞組上的主要電流是交流電，頻率在射頻範圍（大於20 kHz）。

線圈也可以依其功能來分類，以下即為一種分類，不過也有些線圈無法放在這些分類裡。

### 電磁鐵

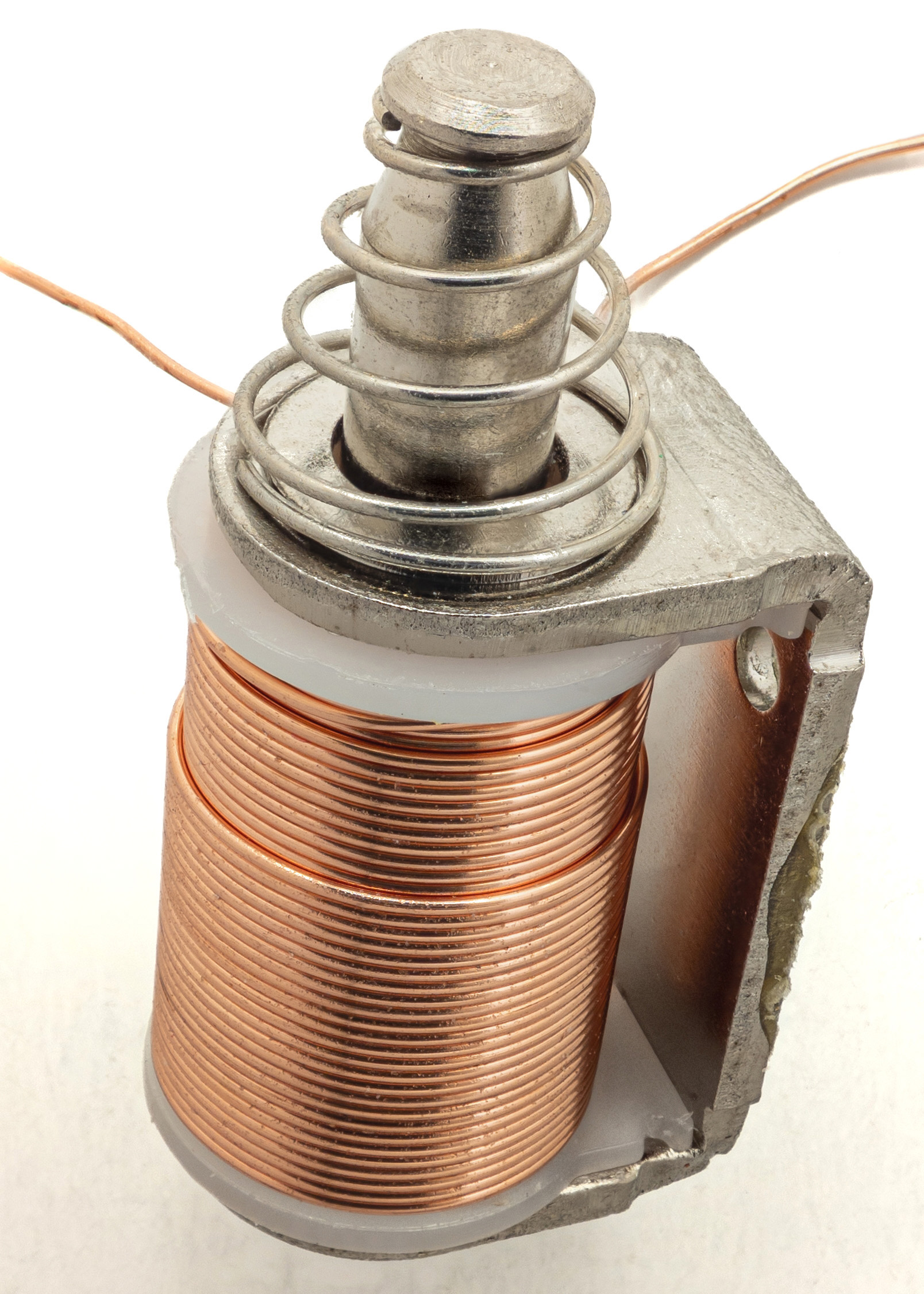
Canon AF-10舊型相機快門的驅動線圈

電磁鐵是用來產生磁場的線圈，常用在要用磁力驅動其他物體的應用，或是要抵消已有的背景磁場。以下是一些特殊的電磁鐵：
- 螺線管：由長條型中空螺旋線圈製成的電磁鐵。
- 亥姆霍茲線圈、麦克斯韦线圈：用來抵消外部磁場的空心線圈
- 退磁線圈：可以去除其他已有磁性物質的磁性
- 音圈：電動式揚聲器中使用的線圈，位在磁鐵的兩極之間。當聲音訊號通過線圈時，線圈會振動，讓揚聲器產生聲波。動圈式麦克风則利用其反向的原理，用像是隔膜之類的物體接收聲波，再將振動傳遞到在磁場的音圈裡，音圈會將振動轉換為電壓。

### 電感元件
电感元件或電抗器是會產生磁場，使線圈本身感應反電動勢，抵抗線圈上電流變化的元件。電感元件也是電子電路中的元件之一，用來抵抗電流變化或是暂時儲能。以下是一些特殊的電感元件：
- 諧振線圈 - LC电路中用的電感器。
- 扼流圈 - 在電路中阻斷高頻交流電流，讓低頻交流電流或直流電流可以通過的電感器。
- 加感線圈 - 增加天線上電感的電感器，目的是使電路共振，或是避免信號扭曲變形。
- 可變電感器（Variometer）- 是兩個串聯線圈組成的可調整電感，由一個外層的靜止線圈以及內層的二次側線圈組成，內層線圈可以旋轉，使兩個線圈的磁軸同向或是反向。
- 回扫变压器 - 雖然名為「变压器」，不過是開關模式電源中儲能的電感器，也用在CRT電視以及螢幕的水平偏轉電路。
- 飽和電抗器 - 有鐵芯的電抗器，利用輔助繞組提供直流控制電壓，以調整鐵芯的飽和程度，控制交流電輸出。
- 鎮流器 - 氣體放電燈（例如螢光燈）電路中使用的電感，用來限制燈泡裡的電流。

### 變壓器

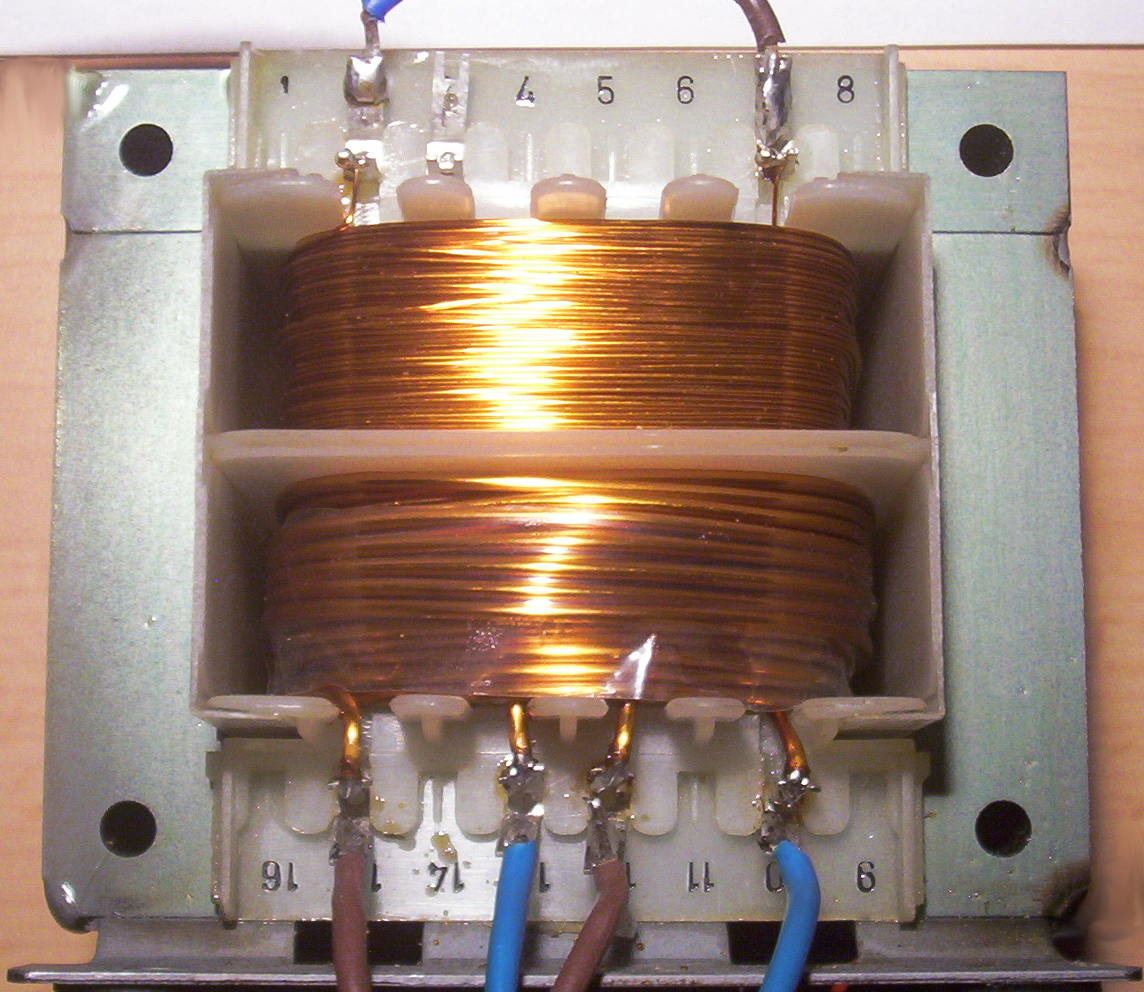
變壓器

變壓器是由數個磁耦合的繞組組成的電子設備。其中一次側繞組上的時變電流會產生磁場，並且讓其他繞組（稱為二次側繞組）上感應電壓。以下是一些變壓器的分類：
- 配電變壓器 - 輸電網路中的變壓器，將架空電纜上的高壓電轉換為用戶需要的低壓電。
- 自耦變壓器 - 只有一個繞組的變壓器。在繞組中間有接線（抽頭）接到外部電路，一次側和二次側的參考點相同，可以視為是一次側和二次側沒有隔離的變壓器。
- 環形變壓器 - 其磁芯為環形的變壓器，此外形可以減少漏磁、也可以減少電磁干擾。
- 感应线圈或顫振線圈 - 有振動斷路器（interrupter）的早期變壓器，其斷路器可以切斷一次側電流。
  - 點火線圈 - 用在内燃机的電感線圈，可以產生高電壓脈衝，啟動火花塞，讓燃料燃燒。

- 換衡器：在平衡传输线和不平衡传输线之間轉換的變壓器。
- 雙繞線圈 - 有二股緊密排列的股線繞成的線圈。若同相位交流電流從同向流入，磁通量會相加，但若同相位交流電流從反向流入，磁通量會抵消，讓磁芯的磁通為零，因此磁芯上的第三個繞組就不會感應電壓。此元件會用在漏电保护器中，也用在用在射頻使用的低感量繞線電阻。
- 音頻變壓器 - 用在聲音訊號的變壓器，用途為阻抗匹配。
  - 混合線圈 - 特製的三繞組音頻變壓器，用在电话電路中，進行二線電路和四線電路之間的轉換。

### 電力機械

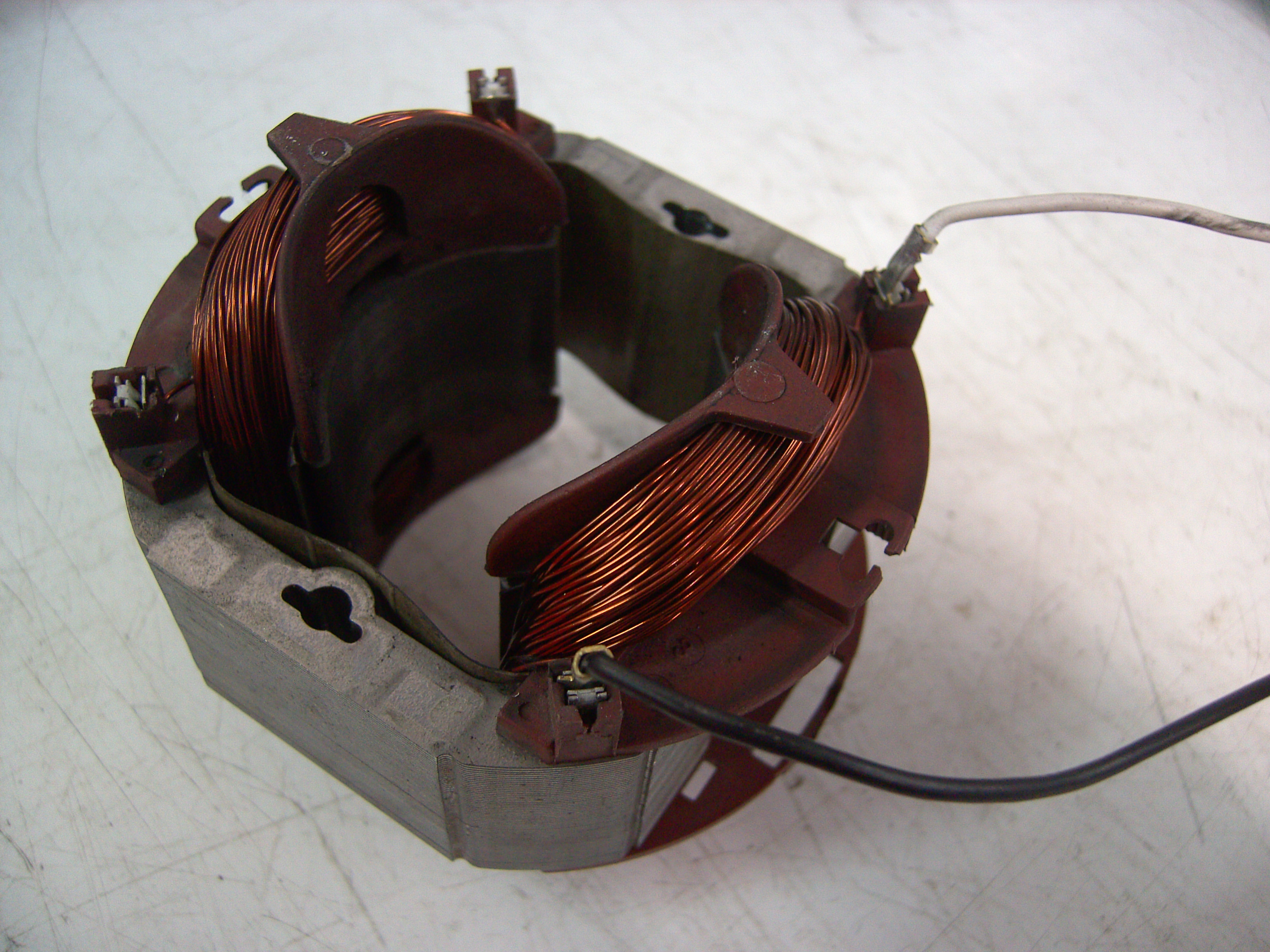
交流整流子電動機定子上的場線圈

像电动机和发电机的电机其中有一組或多組繞組，配合旋轉磁場在動能和電能之間進行轉換。多半會有一個繞組傳遞機器大部份的動力（电枢），另一個繞組提供磁場（場線圈），若繞組是在轉子上，會有電刷或滑環連接繞組和外部電路。
在异步电动机中，轉子電流的產生是因為轉子轉速略慢於定子產生旋轉磁場，因此產生的電流。

### 傳感器線圈

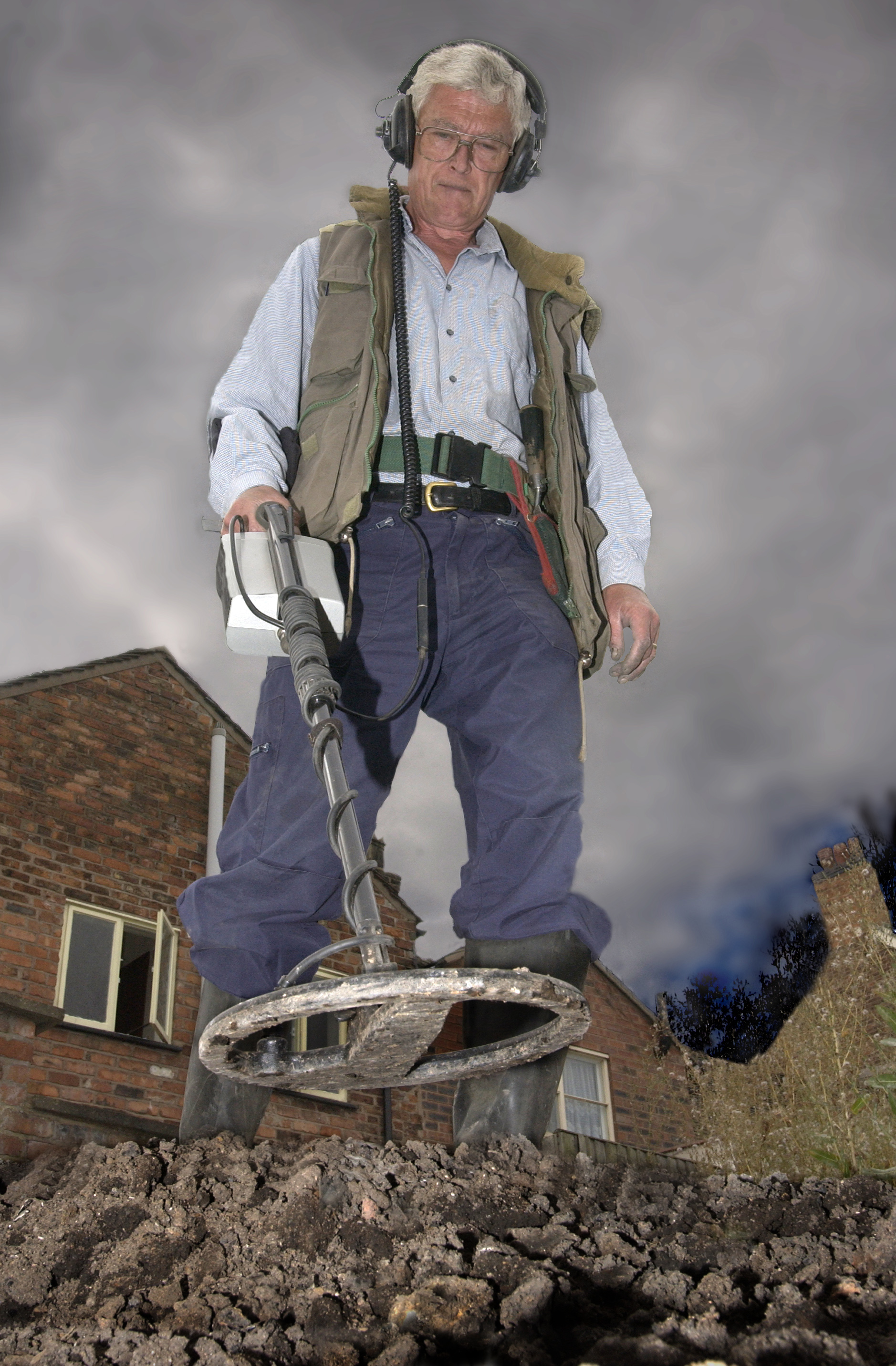
金屬探測器的感應線圈

傳感器線圈是在時變磁場訊號和電子信號之間進行轉換的線圈。分類如下：
- 拾出線圈或是感測器 - 用來偵測外部的時變磁場。
- 电感式传感器 - 感應磁場或是鄰近鐵質物品的線圈。
- 寫入磁頭 - 在磁儲存媒體（例如磁带或硬盘）上產生磁場以寫入資料的線圈，此線圈也可以讀取磁儲存媒體內的資料。
- 感應加熱線圈 - 產生渦電流加熱物件（感应加热）的交流線圈。
- 環形天線 - 當作天线的線圈，將無線電波轉換成電流。
- 羅氏線圈 - 量測交流電流用的環形線圈。
- 拾音器 - 在电吉他或低音吉他中接收聲音，轉換為聲音訊號的裝置。
- 通量閘（Flux gate） - 磁強計中使用的感測線圈。
- 磁管 - 留聲機中使用的感測器，在播放黑膠唱片時利用線圈將唱針的振動轉換為聲音信號。

## 繞組技術
繞組技術是製作線圈繞組的相關技術，會配合應用需求，設計繞組的外形和尺寸。繞組的設計會大幅受到电感、品質因子、工作頻率、絕緣強度以及期望磁場強度等參數的影響。繞組技術可以依繞組的種類以及外形來分為幾組。繞組技術的量產會用自動化機械。

## 延伸閱讀
- Querfurth, William, "Coil winding; a description of coil winding procedures, winding machines and associated equipment for the electronic industry" (2d ed.). Chicago, G. Stevens Mfg. Co., 1958.
- Weymouth, F. Marten, "Drum armatures and commutators (theory and practice) : a complete treatise on the theory and construction of drum winding, and of commutators for closed-coil armatures, together with a full résumé of some of the principal points involved in their design; and an exposition of armature reactions and sparking". London, "The Electrician" Printing and Publishing Co., 1893.
- "Coil winding proceedings". International Coil Winding Association.
- Chandler, R. H., "Coil coating review, 1970–76". Braintree, R. H. Chandler Ltd, 1977.

## 外部連結
- Coil Inductance Calculator Online calculator for determining the inductance of single-layer and multilayer coils
- R. Clarke, "Producing wound components 的存檔，存档日期2007-07-07.". Surrey.ac.uk, 2005 October